# ATP Barcellona 1973
L'ATP Barcellona 1973 è stato un torneo di tennis giocato sulla terra rossa. È stata la 1ª edizione del torneo che fa parte del Commercial Union Assurance Grand Prix 1973. Si è giocato a Barcellona in Spagna dal 2 al 9 aprile 1973.

## Campioni

### Singolare maschile
Ilie Năstase ha battuto in finale  Adriano Panatta con il punteggio di 6–1 3–6 6–1 6–2

### Doppio maschile
Juan Gisbert /  Manuel Orantes hanno battuto in finale  Mike Estep /  Ion Țiriac con il punteggio di 6–4, 7–6